# Rhynchospora torresiana
Rhynchospora torresiana är en halvgräsart som beskrevs av Nathaniel Lord Britton och Paul Carpenter Standley. Rhynchospora torresiana ingår i släktet småag, och familjen halvgräs. Inga underarter finns listade i Catalogue of Life.